# Maxanapis
Maxanapis is een geslacht van spinnen uit de  familie van de Anapidae (Dwergkogelspinnen).

## Soorten
- Maxanapis bartle Platnick & Forster, 1989
- Maxanapis bell Platnick & Forster, 1989
- Maxanapis bellenden Platnick & Forster, 1989
- Maxanapis burra (Forster, 1959)
- Maxanapis crassifemoralis (Wunderlich, 1976)
- Maxanapis dorrigo Platnick & Forster, 1989
- Maxanapis mossman Platnick & Forster, 1989
- Maxanapis tenterfield Platnick & Forster, 1989
- Maxanapis tribulation Platnick & Forster, 1989